# 4 Gwardyjska Kantemirowska Dywizja Pancerna
4 Gwardyjska Kantemirowska Dywizja Pancerna odznaczona Orderem Lenina i Orderem Czerwonego Sztandaru im. Jurija Andropowa (ros. 4-я гвардейская танковая Кантемировская ордена Ленина Краснознамённая дивизия имени Ю. В. Андропова) – związek taktyczny wojsk pancernych Sił Zbrojnych ZSRR i Rosji.

## Historia
4 Dywizja Pancerna wywodzi się ze sformowanego w 1942 roku w Stalingradzie 17 Korpusu Pancernego, który za zasługi bojowe w czasie walk nad Donem przemianowany został na 4 Gwardyjski Korpus Pancerny i otrzymał nazwę wyróżniającą „Kantemirowski”. Korpus uczestniczył w bitwie na łuku kurskim, wyzwalaniu z rąk hitlerowskich Zbaraża, Tarnopola i Szepetówki, za co otrzymał Order Czerwonego Sztandaru. Za wyzwolenie Krakowa otrzymał Order Lenina. Korpus uczestniczył także w zajęciu Drezna, a szlak bojowy zakończył na przedmieściach Pragi.
Po zakończeniu II wojny światowej, 14 czerwca 1945 roku, w związku z redukcją Sił Zbrojnych ZSRR, 4 Gwardyjski Korpus Pancerny przeformowany został w 4 Gwardyjską Dywizję Pancerną. Dywizję włączono w skład Moskiewskiego Okręgu Wojskowego i dyslokowano w Naro-Fomińsku w obwodzie moskiewskim.
23 lutego 1984 roku dywizji nadano patrona – Jurija Andropowa.
Żołnierze dywizji brali udział w operacjach wojskowych w Osetii Południowej (1997) i Kosowie (1999–2002) oraz w działaniach zbrojnych na Kaukazie.
W latach 2008–2009, w związku z reformą Sił Zbrojnych Federacji Rosyjskiej, 4 Dywizja Pancerna przeformowana została w 4 Brygadę Pancerną z zachowaniem wszystkich tradycji, nazw wyróżniających i orderów.
W 2013 roku, decyzją ministra obrony FR gen. Siergieja Szojgu, odtworzono 4 Dywizję Pancerną. W 2016 roku podporządkowano ją dowództwu 1 Gwardyjskiej Armii Pancernej.
W 2022 roku wraz z 2 Gwardyjską Dywizją Zmechanizowaną, z którą wchodzi w skład 1 Gwardyjskiej Armii Pancernej wzięła udział w inwazji Rosji na Ukrainę.

## Skład dywizji
- Dowództwo i sztab;
- 12 Gwardyjski Szepietowski pułk czołgów im. marsz. wojsk panc. Pawła Połubojarowa;
- 13 Gwardyjski Szepietowski pułk czołgów;
- 423 Gwardyjski Jampolski pułk zmechanizowany;
- 275 Gwardyjski Tarnopolski pułk artylerii samobieżnej;
- 538 Gwardyjski Tarnopolski pułk rakiet przeciwlotniczych;
- 137 samodzielny Gwardyjski Dębicki batalion rozpoznawczy;
- 413 samodzielny Gwardyjski Dębicki batalion łączności;
- 330 samodzielny Gwardyjski Tarnopolski batalion saperów;
- 1088 samodzielny batalion zabezpieczenia materiałowego;
- 165 samodzielny Gwardyjski batalion medyczny;
- samodzielna kompania Bezzałogowych Statków Powietrznych;
- samodzielna kompania Walki Radioelektronicznej;
- samodzielna kompania chemiczna;
- samodzielna kompania ewakuacyjna;
- samodzielna kompania komendancka.

## Dowódcy dywizji
- gen. mjr Leonid Rabinowicz (1946)
- gen. mjr Nikołaj Filippienko (1952–1957)
- gen. mjr Boris Kurcew (1957–1960)
- gen. mjr Jurij Momotow (1979–1982)
- gen. mjr Władimir Kartmazow (1982–1985)
- gen. mjr Iwan Denisow (1985–1987)
- gen. mjr Nikołaj Łoktionow (1987–1989)
- gen. mjr Władimir Czużykow (1989–1991)
- gen. mjr Boris Polakow (1991–1994)
- gen. mjr Aleksandr Denisow (1995–1998)
- gen. mjr Jewgienij Fużenko (1999–2002)
- gen. mjr Anatolij Jołkin (2002–2003)
- gen. mjr Aleksandr Romańczuk (2003–2006)
- gen. mjr Siergiej Kuralenko (2006–2009)
- płk Siergiej Niekrasow (2009–2010)
- płk Andriej Mordwiczew (2011–2012)
- gen. mjr Siergiej Kombarow (2013–2015)
- gen. mjr Andriej Kolesnikow (2015–2018)
- gen. mjr Władimir Zawadskij (2018–2021)[6].
- gen. mjr Jewgienij Żurawlow (od 2021)

## Wyposażenie
Podstawowym wyposażeniem dywizji są czołgi T-80U oraz T-72B3, bojowe wozy piechoty BMP-2 oraz transportery opancerzone BTR-80 i MT-LB. Pododdziały artyleryjskie dywizji mają na wyposażeniu armatohaubice 2S19 Msta-S oraz wyrzutnie rakietowe BM-21 i BM-27 Uragan.
W styczniu 2019 roku 4 Dywizja Pancerna otrzymała 30 czołgów T-34-85 przekazanych przez Siły Zbrojne Laosu. Czołgi mają być wykorzystywane w części historycznej defilad na Placu Czerwonym w Moskwie.